# Arbat (Stadtteil)

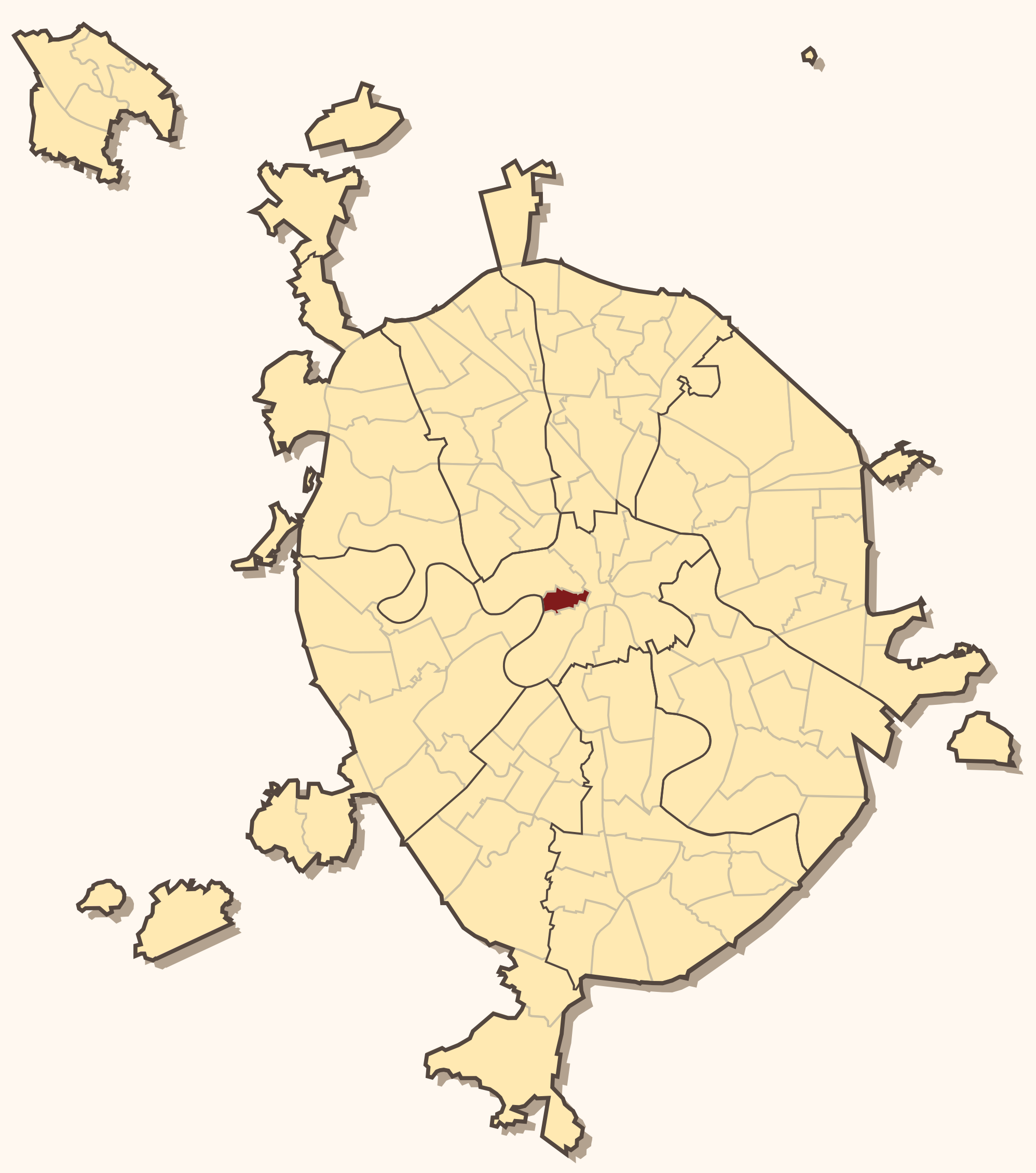
Lage in Moskau

Der Stadtteil Arbat (russisch Райо́н Арба́т) gehört zu den ältesten Orten in der russischen Hauptstadt Moskau. Er umfasst die seit 1493 bekannte Arbat-Straße, welche für ihn namensgebend ist, sowie eine Vielzahl umliegender Straßen, Plätze und Gassen. Der Stadtteil, der zum Zentralen Verwaltungsbezirk der Stadt gehört, hat eine Fläche von 276 Hektar und zählt 20.100 Einwohner. Er erstreckt sich von den Mauern des Moskauer Kremls bis ans linke Ufer der Moskwa.

## Geschichte

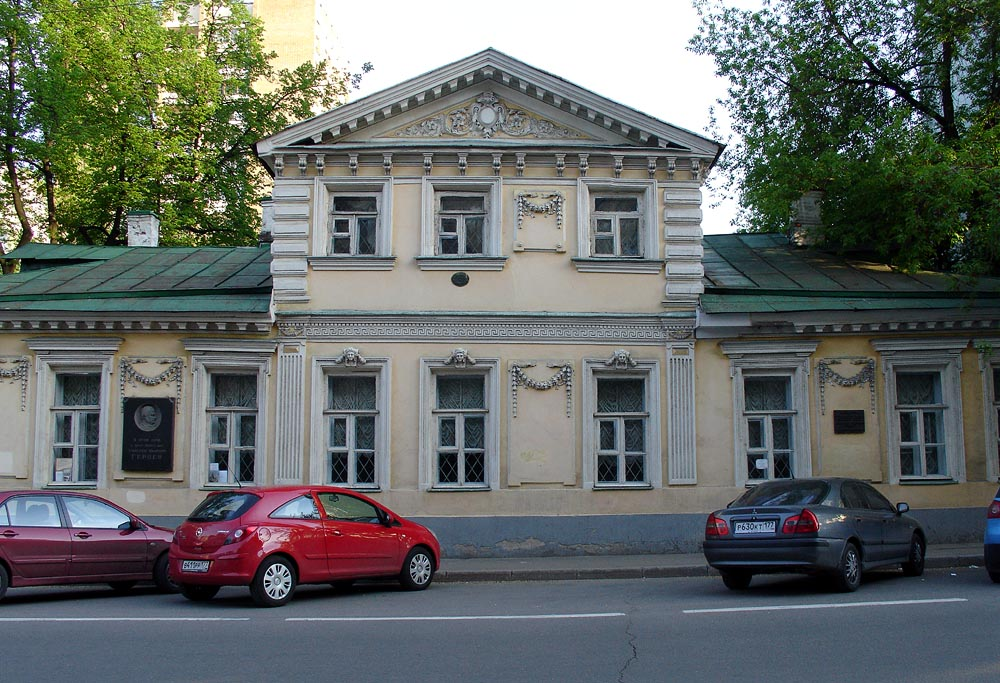
Das Herzen-Haus

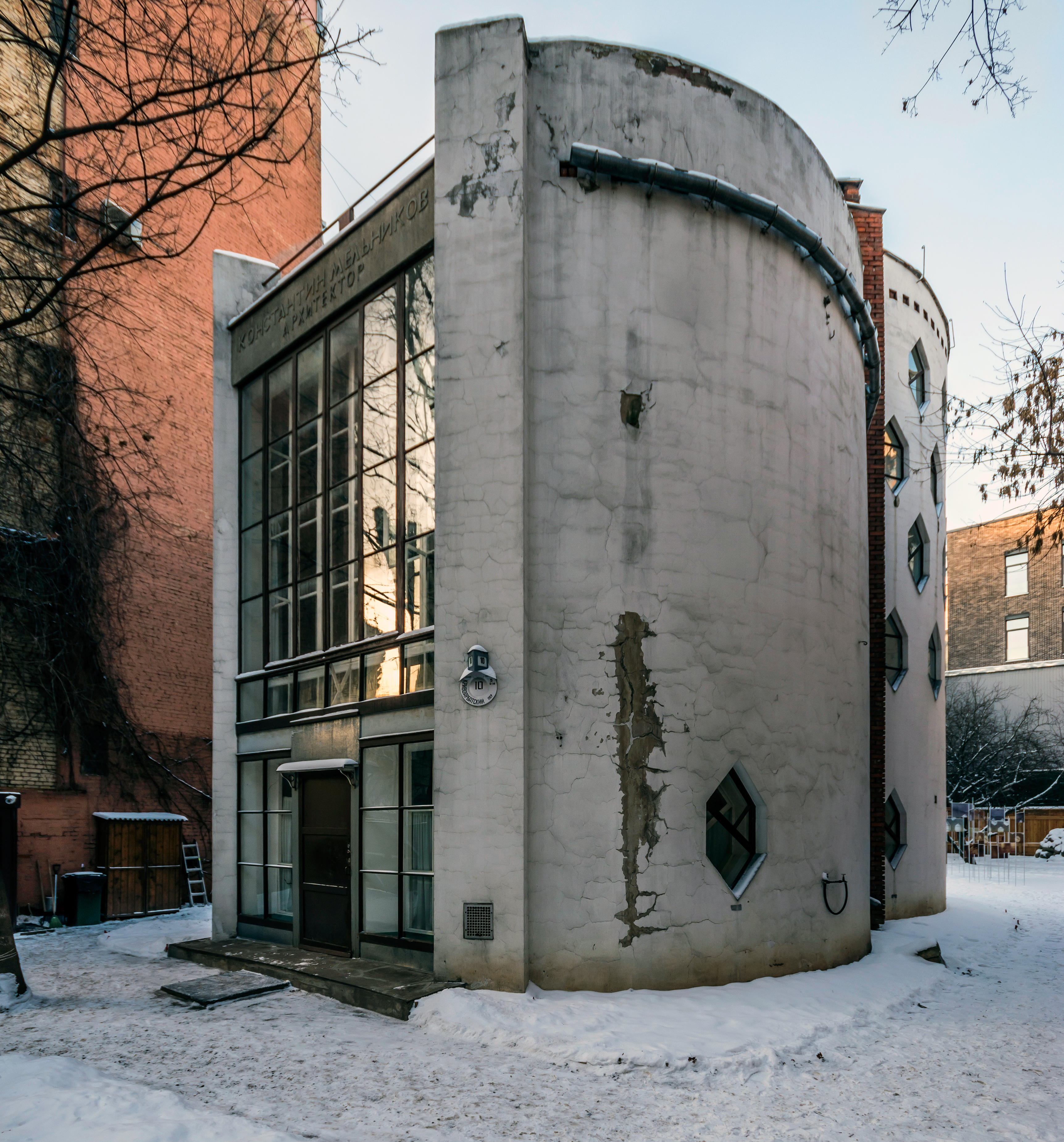
Das Melnikow-Haus

Die Geschichte des Stadtteils ist unmittelbar mit der Geschichte der Arbat-Straße verknüpft. Diese wurde erstmals im Jahre 1493 im Zusammenhang mit einem Großbrand schriftlich erwähnt, der in einem hölzernen Kirchengebäude nahe der heutigen Arbat-Straße anfing und kurz darauf die gesamte Umgebung erfasste. Die genaue Herkunft des Namens Arbat ist nicht bekannt, laut einer gängigen Vermutung stammt er jedoch aus dem Arabischen und bedeutet so viel wie „Vorstadt“.
Im Laufe der Jahrhunderte erlangte die Arbat-Straße eine erhebliche Bedeutung für Moskau, da sie auch Teil eines Verkehrsweges darstellte, der das Zentrum der Stadt – also den Kreml – mit den westlichen Vorstädten sowie mit Smolensk und anderen damals bedeutenden Städten westlich von Moskau verband. Während bis zum 17. Jahrhundert die Arbat-Straße und die umliegenden Viertel vorwiegend von Handwerkern bewohnt waren (worauf bis heute die Namen einiger Gassen erinnern), wurde die Gegend ab dem 18. Jahrhundert ein bevorzugter Wohnort des Moskauer Adels. Das erklärt die bis heute auffallende Vielzahl historischer Häuser aus dem 19. und dem frühen 20. Jahrhundert rund um den Arbat. Auch zahlreiche berühmte Künstler hatten am oder rund um den Arbat gelebt, darunter der Dichter Alexander Puschkin, dessen ehemaliges Wohnhaus an der Arbat-Straße heute ein Museum beherbergt.

## Sehenswürdigkeiten
Die bekannteste Sehenswürdigkeit des Stadtteils ist die Arbat-Straße, die heute eine belebte Fußgängerzone darstellt und an der sich Dutzende alter Empire-Häuser und spätklassizistischer ehemaliger Wohnhäuser befinden. Eine ähnlich reichhaltige Ansammlung an historischen Bauwerken weisen auch viele umliegende Straßen auf. So befindet sich beispielsweise an der Siwzew-Wraschek-Gasse (russ. переулок Сивцев Вражек) das ehemalige Wohnhaus aus den 1820er-Jahren des Philosophen Alexander Herzen, der dort von 1843 bis 1847 gelebt hatte. Ein prominentes Werk der Avantgarde ist das Wohn- und Atelierhaus des Architekten Konstantin Melnikow aus dem Jahr 1931, das an der Kriwoarbatski-Gasse (Кривоарбатский переулок) steht, nur wenige Schritte von der Arbat-Straße entfernt. Der Zuckerbäckerstil-Wolkenkratzer des russischen Außenministeriums befindet sich ebenfalls im Stadtteil Arbat, und zwar am Smolenskaja-Platz am westlichen Ende der Arbat-Straße.